# Schloss Sondershausen

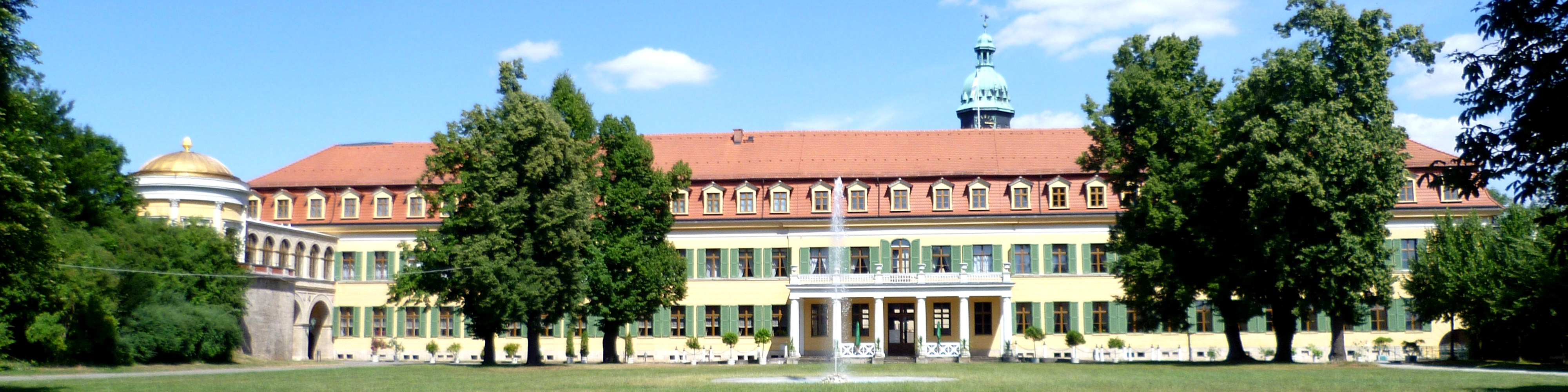
Blick vom Lustgarten mit Fontäne zum klassizistischen Westflügel und der Rotunde (links)

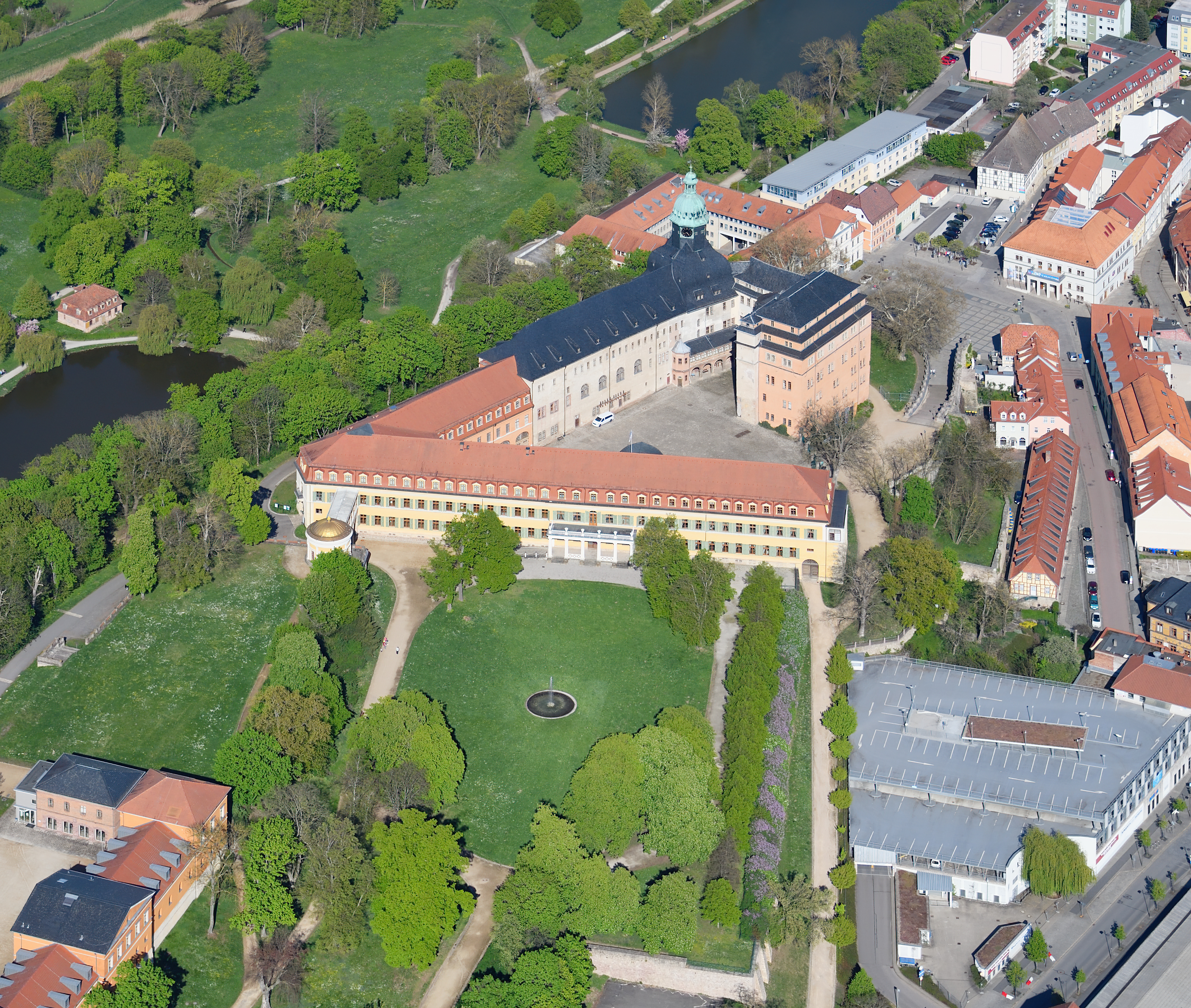
Blick auf das Schloss Sondershausen

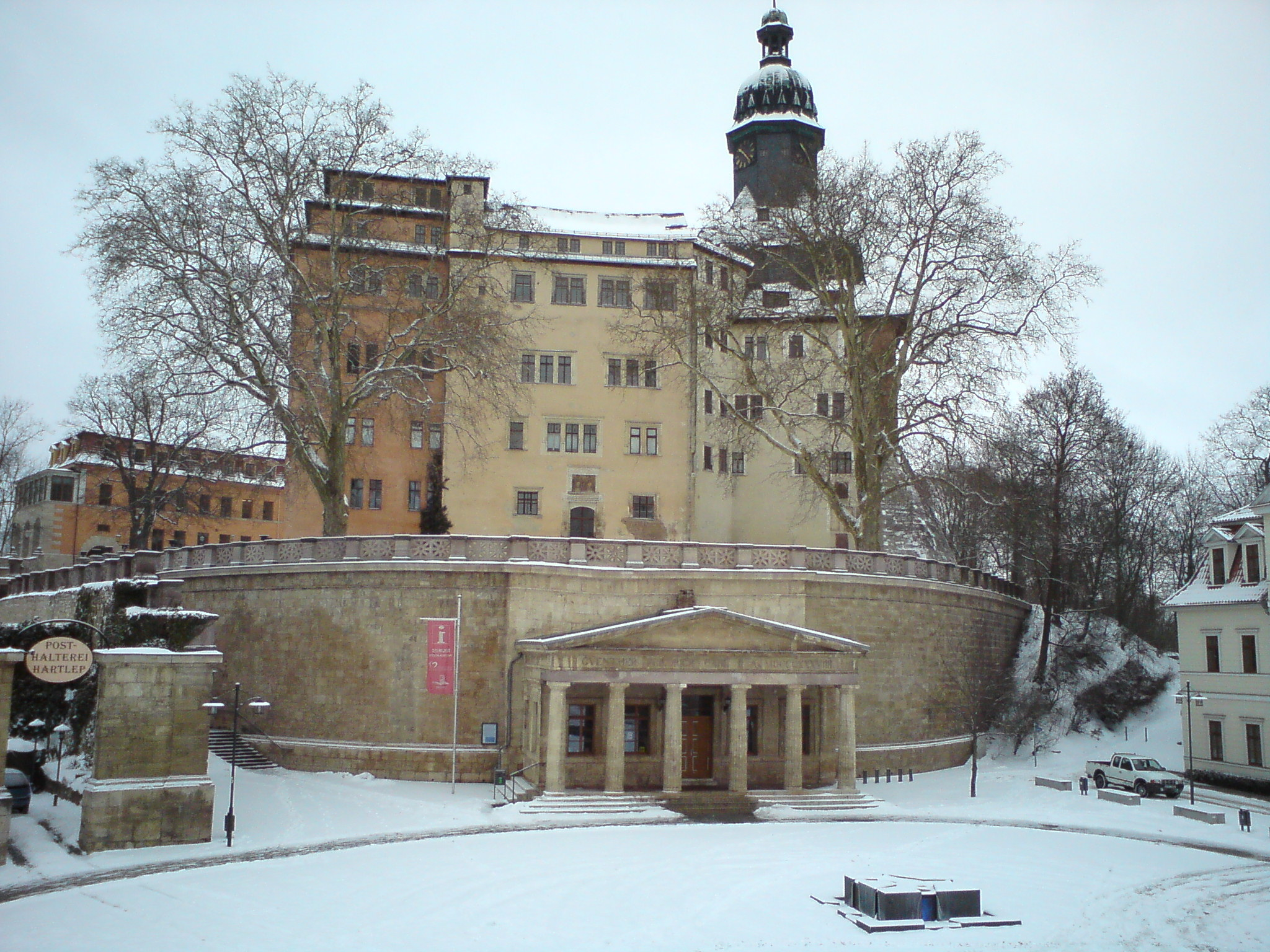
Blick vom Markt über die Alte Wache zum ältesten Trakt des Schlosses

Das Schloss Sondershausen in der gleichnamigen Stadt in Thüringen war bis 1918 die Residenz der Fürsten zu Schwarzburg-Sondershausen. Die umfangreiche Anlage weist eine annähernd 800-jährige Baugeschichte mit bedeutenden Raumfassungen vor.
Das derzeitige Aussehen des Schlosses rührt weitestgehend von der klassizistischen Umformung des Komplexes durch den Berliner Architekten Carl Scheppig her. Der einstige Fürstensitz mit dem Schloss- und Stadtmuseum bildet eine der wichtigsten Sehenswürdigkeiten der Stadt Sondershausen und ist für Besucher zugänglich.

## Geschichte

### Historische Übersicht

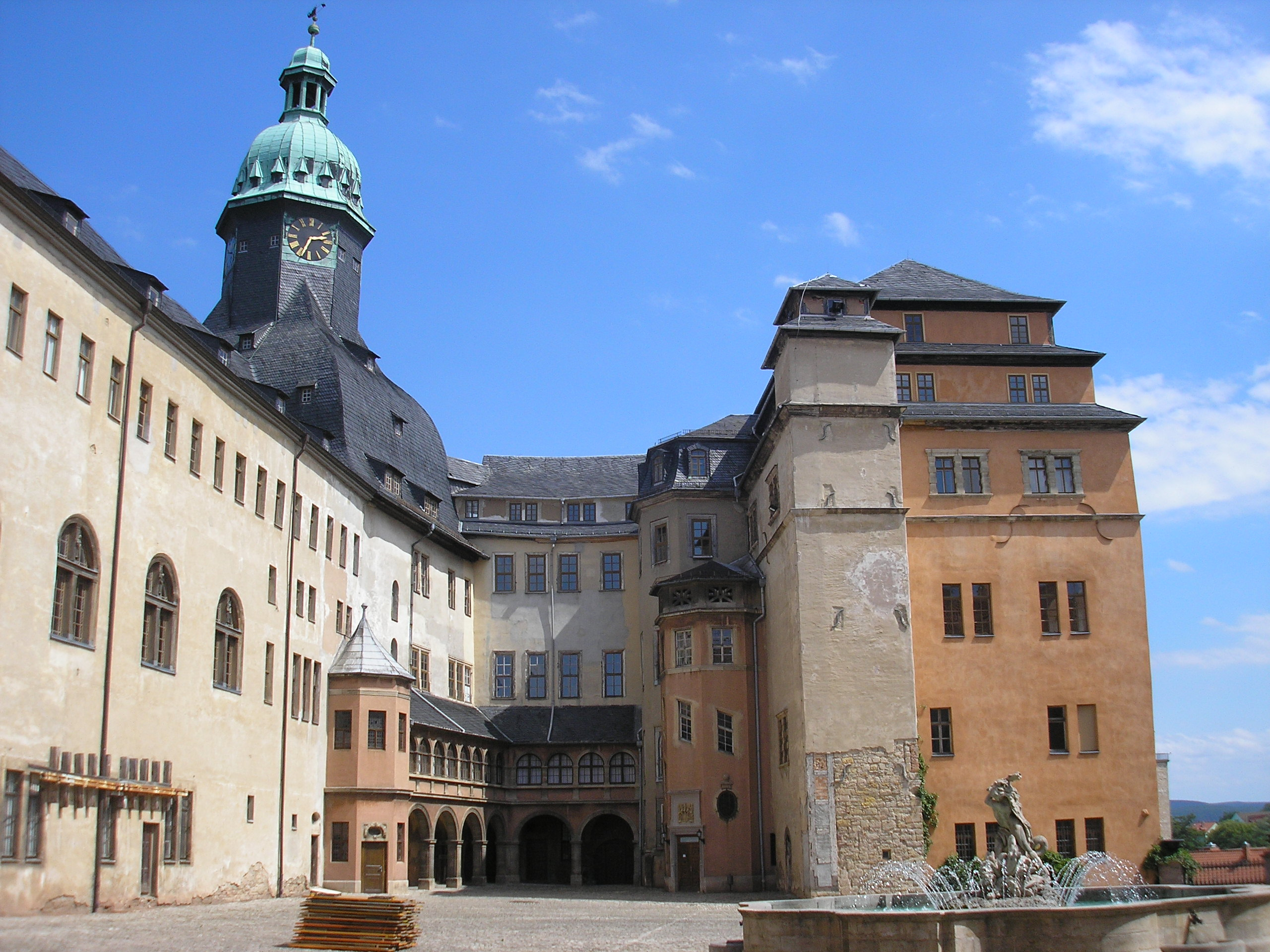
Der Renaissanceflügel beinhaltet den Kern der alten Burg der Hohnsteiner

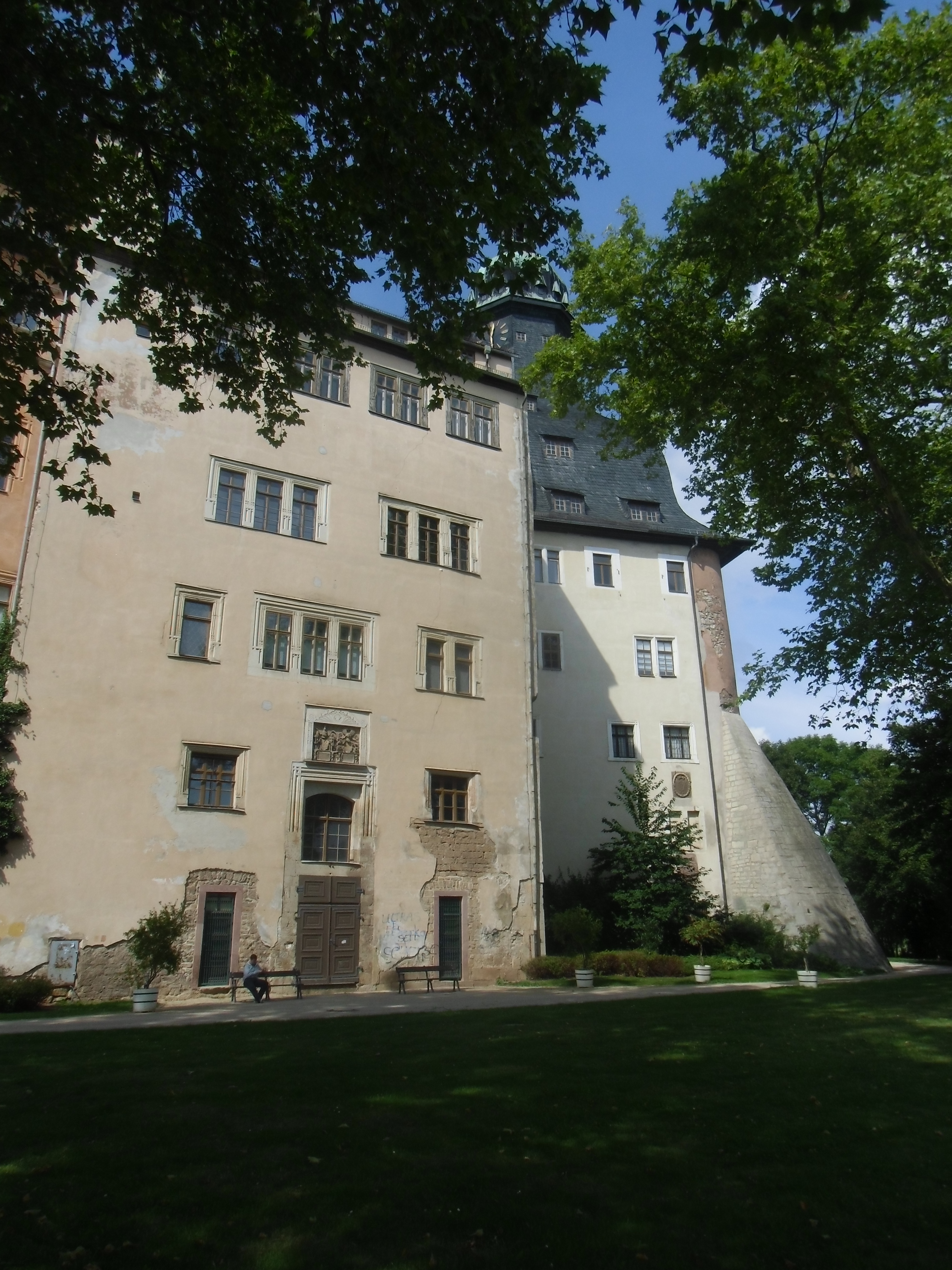
Außenseite des Renaissanceflügels

1125 wird die Stadt Sondershausen als Ort erstmals urkundlich erwähnt. Die dort wohnenden Marschälle (1211) standen im Dienste der Ludowinger, den Landgrafen von Thüringen. Der Ort wechselte 1295 in den Besitz der Grafen von Hohnstein. Um das Jahr 1300 ist die Errichtung eines Wohnturmes an der Stelle des künftigen Schlosses belegt, dessen Reste als Schlossturm noch sichtbar sind. Zum ersten Mal wird 1287 eine „Burg zu Sondershausen“ erwähnt. Die Hohnsteiner verhalfen dem Ort zwischen 1295 und 1341 zum Stadtrecht, es wurde erstmals als „Oppidum“ bezeichnet.
Kurz nach dem Ende des Thüringer Grafenkrieges (1342–1346) starb Heinrich V. von Hohnstein 1356 ohne männlichen Erben; sein Gebiet ging nun infolge eines Erbschaftsvertrages in den Besitz der Grafen von Schwarzburg über, die in der Nähe bereits 1338 Schlotheim und 1340 durch glückliche Umstände Frankenhausen erworben hatten, einschließlich der Saline im heutigen Bad Frankenhausen. Am Ende des 14. Jahrhunderts entstanden so im nördlichen Thüringen bereits nahezu die Territorien, die später den schwarzburgischen Unterherrschaften Sondershausen und Frankenhausen entsprachen. Die Einnahmen aus der Saline gab den Schwarzburgern die finanziellen Möglichkeit zu einer opulenten Hofhaltung, die wiederum die wirtschaftliche Entwicklung der Stadt förderte.
Unter der Herrschaft von Günther XL. von Schwarzburg (1499–1552) aus der Linie Schwarzburg-Blankenburg waren die schwarzburgischen Besitzungen nahezu vereint. Die Reformation brachte gesellschaftliche Veränderungen. Graf Günter („der Reiche“ oder „der mit dem fetten Maule“) ließ 1533 die mittelalterliche Burg größtenteils abreißen und begann ab 1534 mit dem Bau des Renaissanceschlosses. Bei den Bauplänen orientierte sich der Graf am sächsischen Hof in Torgau. Um 1550 waren der Süd-, Ost- und Nordflügel fertiggestellt. Der alte Turm wurde in den Wohnbereich einbezogen und erhielt 1551 eine neue Haube. Günter der Reiche hinterließ sein Erbe den vier Söhnen Albrecht von Schwarzburg-Rudolstadt, Johann Günther von Schwarzburg-Sondershausen, Günther von Schwarzburg-Arnstadt und Wilhelm von Schwarzburg-Frankenhausen, von denen die beiden zuletzt Genannten kinderlos starben.
1599 wurden die schwarzburgischen Territorien neu aufgeteilt, es entstanden die beiden Grafschaften Schwarzburg-Sondershausen und Schwarzburg-Rudolstadt. Johann Günther I. (1532–1586) stiftete die Linie Schwarzburg-Sondershausen. 1681 teilten die Grafen Christian Wilhelm und Anton Günther II., die bis dahin gemeinsam regiert hatten, das Land in eine Sondershäuser und eine Arnstädter Linie. 1713 schlossen beide schwarzburgische Hauptlinien einen Familienvertrag, durch welchen die Primogenitur eingeführt und weitere Teilungen des Landes untersagt wurden. Zuvor waren beide Grafen 1697 in den Reichsfürstenstand erhoben und ihr Land zu einem reichsunmittelbaren Reichsfürstentum erklärt worden.
1709 wurde westlich des Schlosses am Südrand der Parkanlage eine Orangerie errichtet: ein 39 Meter langer, zweigeschossiger Bau mit abgewalmtem Satteldach, das Äußere durch Lisenengliederung aufgelockert. Sie wurde auch für Hoffeste genutzt. In die Schlosskapelle baute Strobel aus Frankenhausen 1722 die Orgel ein. Zur gleichen Zeit entstand am Markt das Prinzenpalais für die Prinzen Rudolf und Christian unter Fürst Christian Wilhelm. In den 1760er Jahren wurde anstelle der Reitbahn der spätbarocke Westflügel des Schlosses mit einer Verbindung zum Nordflügel nach den Plänen der Architekten Johann Heinrich Breit und Martin Peltier gebaut. Im Erdgeschoss befand sich der Marstall und im Neuen Nordflügel die Kutschenremise. Die Hofseite des Westflügels wurde mit dem Allianzwappen Schwarzburg-Sondershausen/Anhalt-Bernburg und dem St. Hubertusorden geschmückt. In der Hofmitte baute Johann Ludwig Meil aus Ilfeld 1770/1771 den Schlossbrunnen mit der Herkulesstatue.

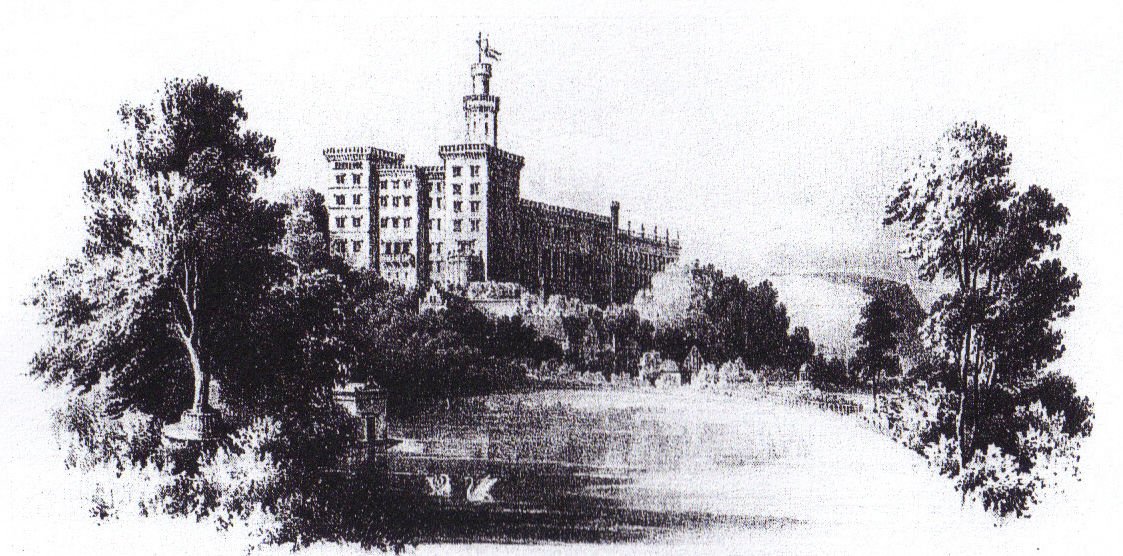
Entwurf Scheppigs zum Schlossumbau im 19. Jhd., unrealisiert

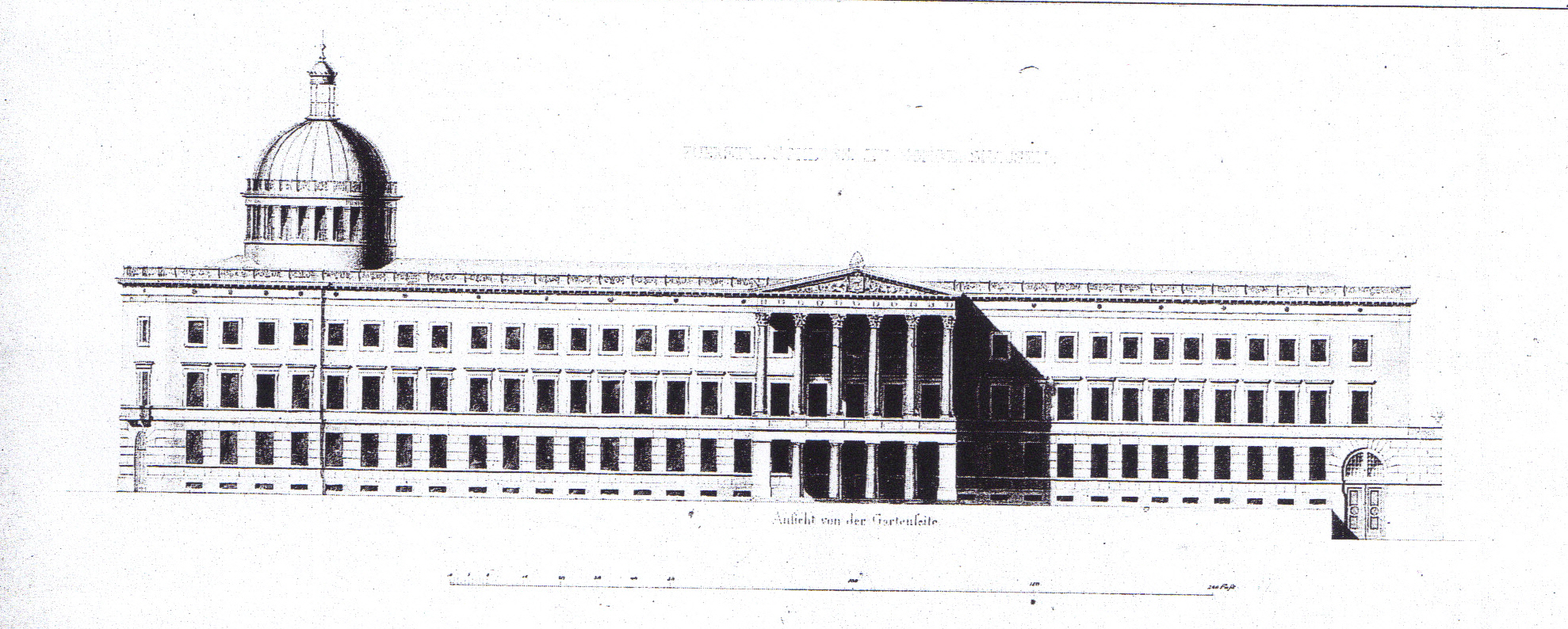
Weitere Skizze Scheppigs zum Umbau, unrealisiert

Von 1837 bis 1838 ließ Fürst Günther Friedrich Carl II. den Schlosskomplex vom Schinkel-Schüler Carl Scheppig umgestalten. Der Westflügel wurde klassizistisch purifiziert, an der Ostseite entstanden die Schlossterrasse, die Schlosstreppe und die Schlosswache. Mit dieser Umgestaltung des Osthanges des Schlossberges zum Marktplatz schuf Scheppig „das monumentalste und bedeutendste Ensemble der Baukunst des Klassizismus in Thüringen“. Dabei hat die sogenannte „Alte Wache“ eine große Ähnlichkeit mit Berlins „Neuer Wache“. Zwischen Schloss und Achteckhaus fand in der Bauzeit von 1845 bis 1851 das Marstallgebäude seinen Platz. Im Alten Nordflügel wurde ein barockes Tafelzimmer zum Liebhabertheater umgebaut.
Nach dem Tod des Fürsten Karl Günther, des letzten männlichen Vertreters der Linie Schwarzburg-Sondershausen, regierte von 1909 bis 1918 Günther Victor, Fürst von Schwarzburg-Rudolstadt, zusätzlich als letzter Fürst von Schwarzburg-Sondershausen. Seine Witwe, Anna Luise, wohnte bis 1930 im Südtrakt des Westflügels und bis zu ihrem Tode 1951 im Nordflügel mit Blick auf den Marktplatz. Neben Herzog Ernst II. von Sachsen-Altenburg war sie die einzige vormals regierende deutsche Fürstin, die als DDR-Bürgerin starb.
Der Luftangriff auf Sondershausen am 8. April 1945 verwandelte den Lustgarten in eine Kraterlandschaft und vernichtete die Orangerie. Der Schlosskomplex selbst brannte an verschiedenen Stellen (besonders am Westflügel), konnte aber durch Löschen gerettet werden. Der Karussellbau wurde leicht beschädigt. Der Schlosskeller diente mehreren Tausend Sondershausenern als bombensicherer Schutzraum.
Der Schlosskomplex diente nach der Abdankung des Fürsten verschiedenen Institutionen als Sitz: Luther-Akademie, Kulturakademie des Bezirkes Erfurt, Sondershäuser Musikschule bzw. seit 2008 Carl-Schroeder-Konservatorium, Sondershäuser Finanzamt, Handelsorganisation (HO) Sondershausen, Internat der Bibliothekarschule, Schlossmuseum und Tanzschule.

### Gegenwart

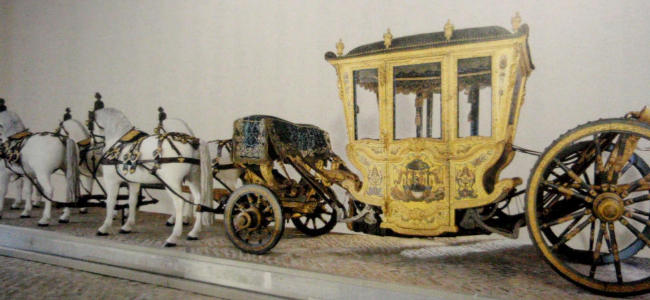
Goldene Kutsche von 1710

Im Schloss, das seit 1994 der Stiftung Thüringer Schlösser und Gärten angehört, befindet sich heute das Schlossmuseum mit drei verschiedenen Ausstellungsbereichen. Dazu zählen ein Sonderausstellungsbereich mit ständig wechselnden Ausstellungen von hauptsächlich regionalen Künstlern und die historischen Räumen bzw. Raumfassungen aus sechs Epochen, zum Beispiel der Blaue Saal oder das Steinzimmer. Als drittes beherbergt das Schloss den natur- und kulturhistorischen Bereich einschließlich der Stadtgeschichte. Zu den bedeutendsten Ausstellungsstücken gehören die „Goldenen Kutsche“, die einzig erhaltene ihres Typs in Deutschland und der sagenumwobene Püstrich von Sondershausen.
Einen Teil des Schlosses nehmen auch die Kreismusikschule, die 2008 in das Carl-Schroeder-Konservatorium umbenannt wurde und eine Tanzschule ein. Im Achteckhaus werden regelmäßig Konzerte veranstaltet, auch das Liebhabertheater wird von einem eigenständigen Verein gelegentlich bespielt. Im Schlossgebäude wurde ein Restaurant eingerichtet. Der Marstall, das Wagen- und das Achteckhaus dienten seit dem Jahr 2005 der Landesmusikakademie des Freistaates Thüringen als Sitz. Die Sanierung des West- und Neuen Nordflügels, des Achteckhauses und des Marstalls sind weitestgehend abgeschlossen, weitere Restaurierungsarbeiten an anderen Gebäudeteilen dauern noch an.
Seit vielen Jahren gibt es im Rosa Salon von Schloss Sondershausen eine monatliche Vortragsreihe des Schlossmuseums Sondershausen in Zusammenarbeit mit dem Förderkreis Schloss und Museum Sondershausen e. V. und dem Geschichts- und Altertumsverein für Sondershausen und Umgebung e. V.

## Beschreibung

### Außenbau

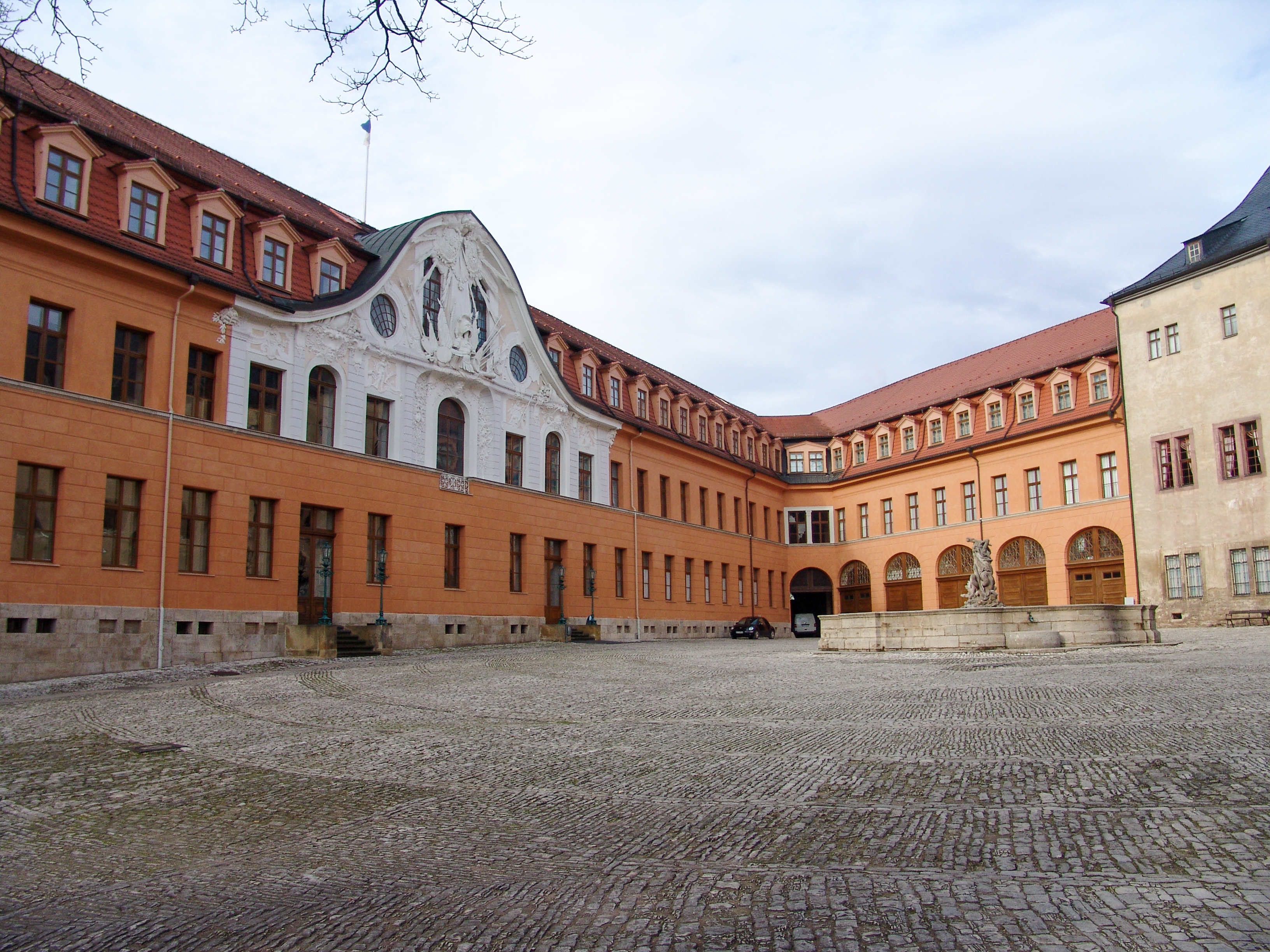
Die Hofseiten des West- und Neuen Nordflügels mit der wiederhergestellten Barockdekoration, davor der Herkulesbrunnen

Das Schloss ist Ausdruck einer sieben Jahrhunderte währenden Baugeschichte. Es bildet ein unregelmäßiges, vierflügeliges Ensemble um einen nahezu dreieckigen Hof mit Gebäudeteilen aus verschiedenen Epochen. Die alten Gebäudeteile sind die burgartigen Süd- und Ostflügel samt dem Schlossturm und dem Alten Nordflügel, die zumeist als das Renaissanceschloss bezeichnet werden. Die neueren Gebäudeteile sind der spätklassizistisch überformte Westflügel und der Neue Nordflügel, die im 17. Jahrhundert ursprünglich im Stil des Rokoko errichtet wurden. An der Ostseite des Schlosses führt eine große Freitreppe hinunter auf den Markt der Stadt, der Zugang zum Schloss wird dort durch die klassizistische Alte Wache kontrolliert. Anfang des 20. Jahrhunderts entstand an der Hoffront am Turm der Anbau des historistischen Galerieumgangs, der den Nord- mit dem Südflügel verbindet. Ein weiterer Galeriebau verband den Westflügel mit dem zerstörten Schlosstheater.

### Innenräume
Das Sondershäuser Schloss bietet eine Fülle an Räumen aus mehreren Stilepochen; im Renaissancetrakt befinden sich neben dem manieristischen Gewölbe am Wendelstein vor allem der Riesensaal und die Schlosskapelle, sowie das kleine, sogenannte Liebhabertheater, das zudem den Übergang zum neuen Nordflügel bildet.
Eine klassizistische Auffahrt, die es ermöglichte, mit Kutschen direkt und trockenen Fußes ins Schloss in das Vestibül zu gelangen, befindet sich im Westflügel. Höhepunkt dieses Flügels ist der Blaue Saal, der in den Landesfarben des einstigen Fürstentums Schwarzburg-Sondershausen geschmückt ist. Die malerische Ausgestaltung der Decke im „Blauen Saal“, die eine Szene aus dem Kallistomythos aus den Metamorphosen des Ovid zeigt, übernahm vermutlich Meil. Gleichzeitig stehen der im Deckengemälde dargestellte Adler des Zeus und der Bär (Kallisto) sinnbildlich für die glückliche Ehe zwischen Günther XLIII. von Schwarzburg-Sondershausen (Adler) und Elisabeth Albertine von Anhalt-Bernburg (Bär). Auch die beiden kleineren Gemälde an den Wänden zeigen Ehenszenen aus der Mythologie: Vulcanus und Venus sowie Bacchus und Ariadne.
Aus Torgau kam der Maler Hans Apel, ein Mitarbeiter Cranachs. Umfangreiche Stuckarbeiten finden sich im sogenannten „kleinen Gewölbe am Wendelstein“ (1616/1650), vermutlich einst ein Studierzimmer. Um 1697 ließ der in den Fürstenstand erhobene Schlossherr sein Renaissanceschloss zu einer barocken Residenz umgestalten. Besonders sichtbar sind diese Veränderungen an den Stuckdekorationen, vor allem im Riesensaal, einer von zwei Festsälen im Schloss.
Weitere Räume sind das „Römische Zimmer“, dessen Wände komplett mit reich bemalter Leinwand bespannt sind und das „Steinzimmer“, das auch als „Sondershäuser Bernsteinzimmer“ angepriesen wird. Es besteht komplett aus Kalksteinplättchen mit dentritenartigen Manganoxideinschlüssen und stammt aus dem Rokoko, dem späten 18. Jahrhundert. Die ehemaligen Paradezimmer dienen heute musealen Zwecken, sind in ihrer Struktur jedoch erhalten.

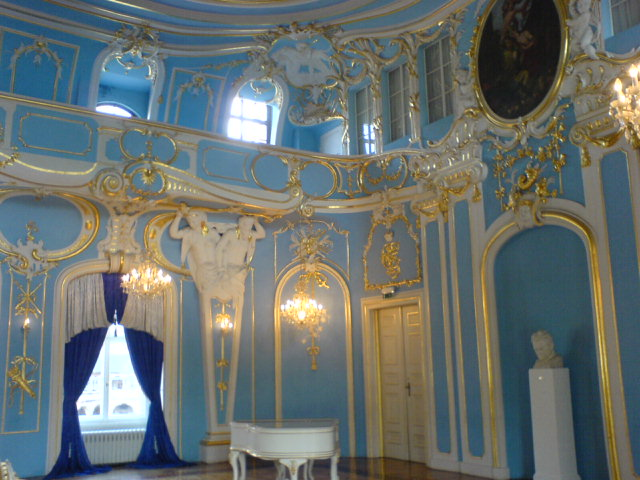
Blauer Saal
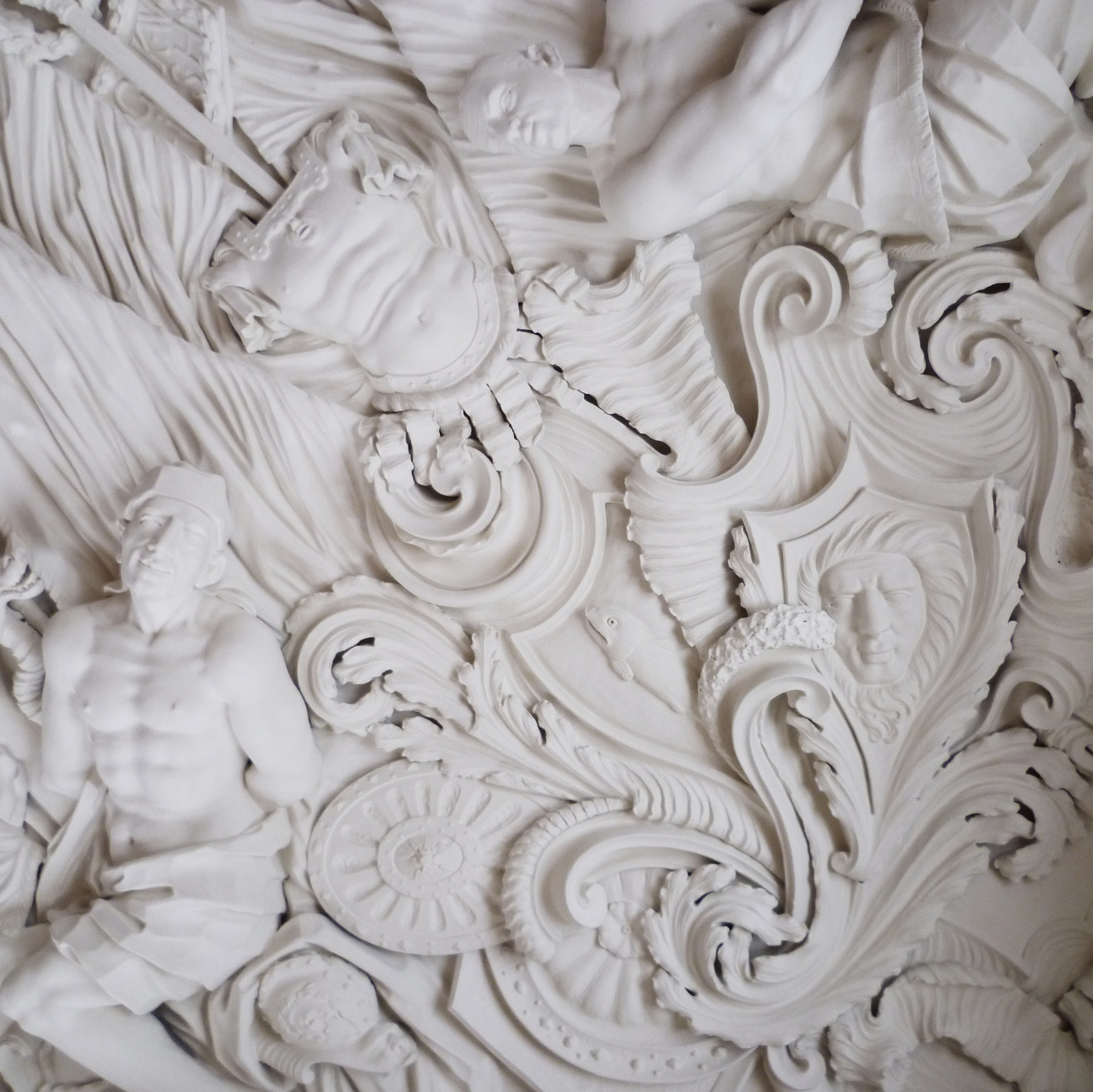
Barocker Riesensaal, Stuckdeckendetail
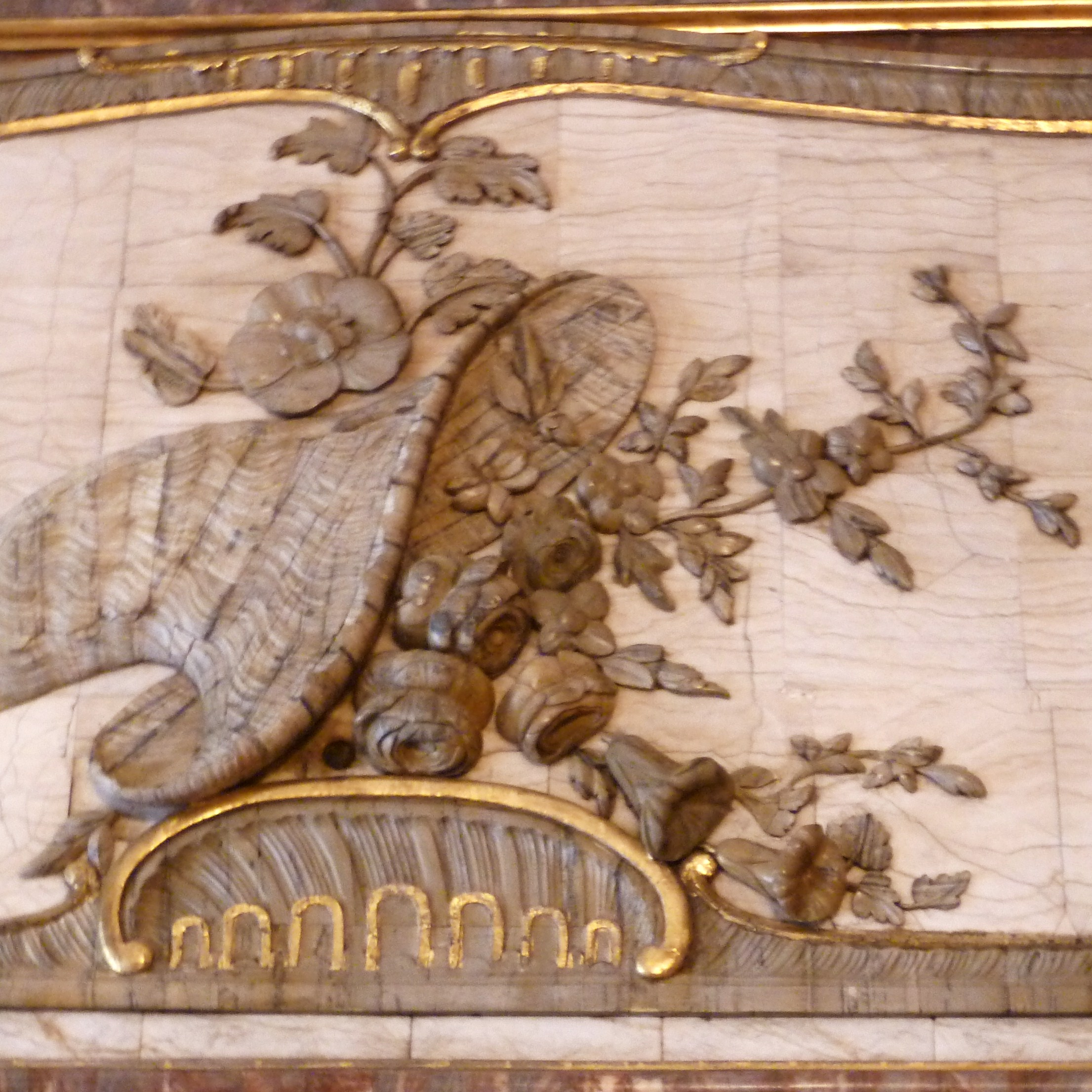
Supraporte im Steinzimmer
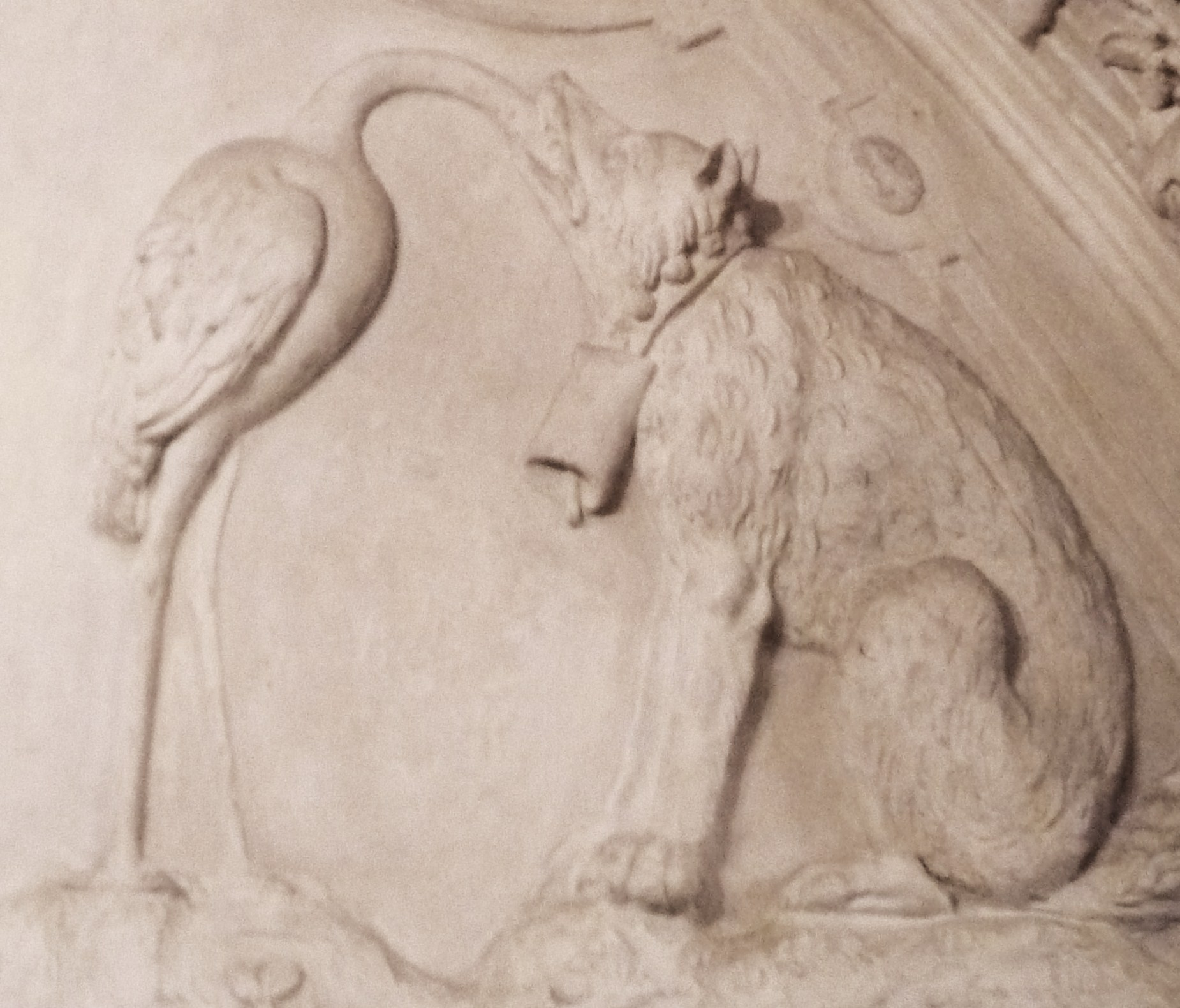
Aesop-Fabel: Wolf und Storch im Kleinen Gewölbe
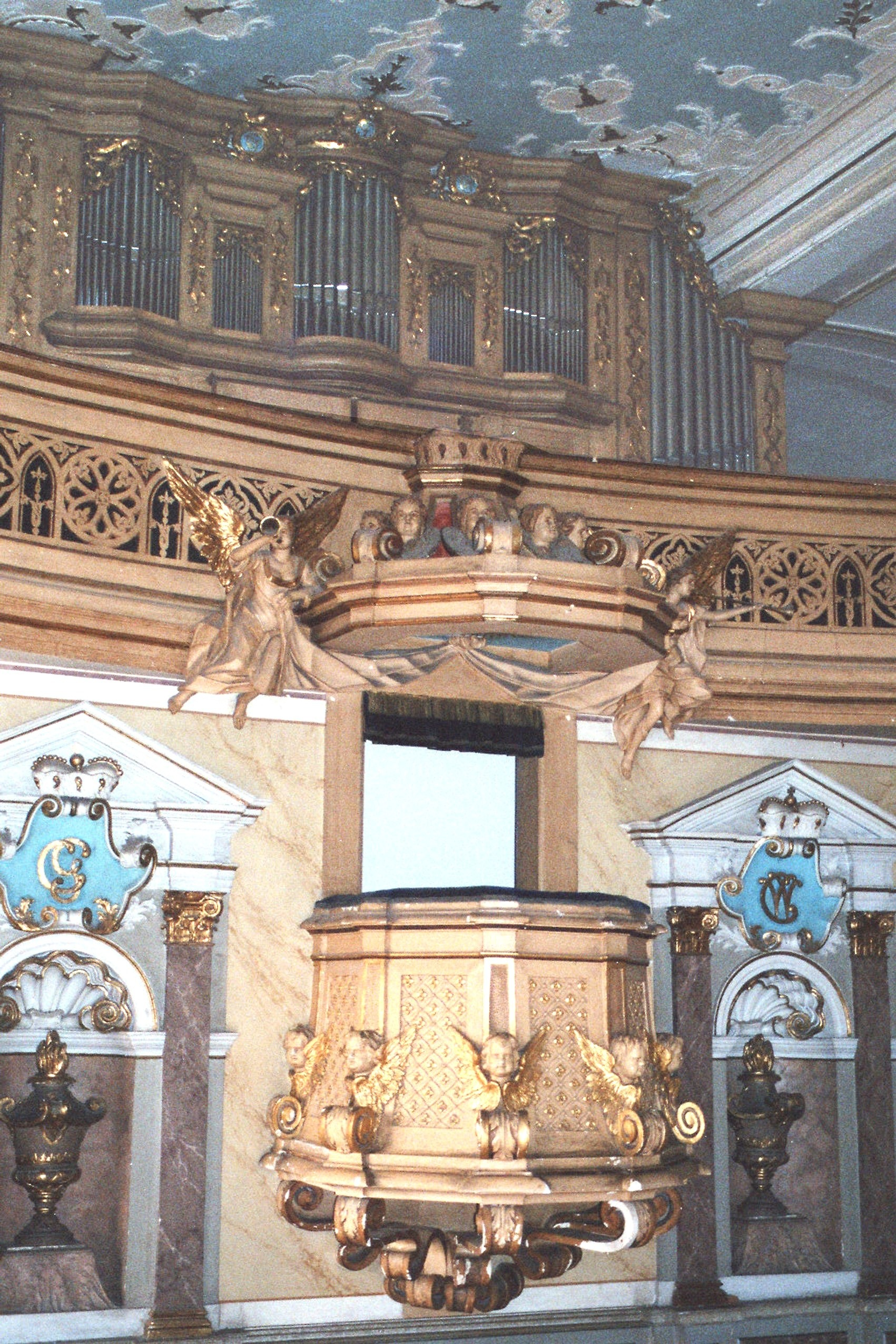
Kanzel und Orgel in der Kapelle

## Schlosspark und Nebengebäude

Schlosspark, Ansicht vom Großen Parkteich zum Schloss

### Schlosspark
Das Schloss wird von einem mehr als 30 ha großen Park umgeben. Im ersten Jahrzehnt des 18. Jahrhunderts wurde westlich des Schlosses der Lustgarten in französischer Manier gestaltet, der westlich von der Orangerie (1702) und dem Achteckhaus (1709/1710) begrenzt wurde. Die einstmals barocken Gartenanlagen wurden im 19. Jahrhundert dem neuen Zeitgeschmack entsprechend in einen Landschaftspark englischer Prägung umgestaltet. Der Park gliedert sich in den oberen Bereich mit der ehemaligen Parterrefläche vor dem Westflügel und dem größeren, unteren Bereich entlang der Wipper.

### Marstall

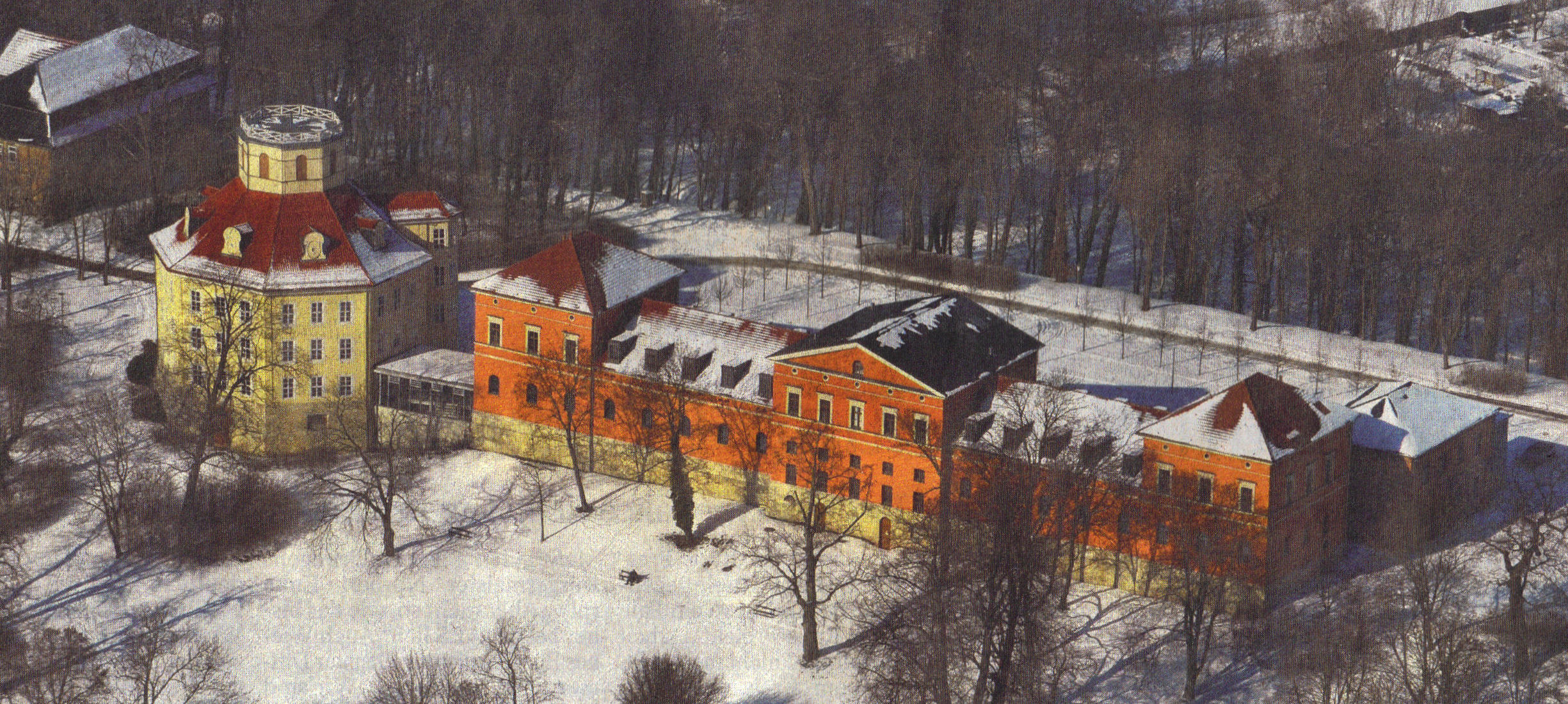
Achteckhaus, Marstall und Wagenhaus

Der fürstliche Baurat Carl Friedrich Scheppig baute von 1842 bis 1851 das mehrteilige Marstallgebäude zwischen Schloss und Achteckhaus. Es besteht aus dem zweigeschossigen Mittelbau mit Unterkellerung und einem Ausbau unter dem Dach. An den Ost- und Westseiten schließen sich zweigeschossige Eckpavillons an. In den Pavillons waren Pferde und das Heerlager untergebracht. Nach dem Ende des Zweiten Weltkrieges bis Anfang der 1990er Jahre hatten im Marstallgebäude verschiedene Institutionen ihren Sitz.
Bei der Renovierung in den Jahren vor 2003 wurden Parkettfußböden und eine Klimaanlage eingebaut. Der erneuerte Marstall wurde am 25. Juni 2003 eingeweiht und beherbergte über einige Monate die 2. Thüringer Landesausstellung. Jetzt hat dort die Landesmusikakademie Thüringen ihr festes Domizil.
Nach 1945 verloren gegangen ist die frühere, geschlossene Reitbahn, die nördlich gegenüber dem Marstall und benachbart zum Hoftheater gelegen hatte.

### Wagenhaus
Nordöstlich des Marstalls entstand 1868 das von Baurat Scheppig konzipierte Wagenhaus. 2002 wurde es saniert und erhielt einen Zugang zum Obergeschoss durch einen nördlich vorgelagerten Anbau. Die Toreinfahrten wurden zurückgebaut und verglast. Am 7. September 2002 wurde das Wagenhaus eröffnet. Aktuell dient das Gebäude der Musikakademie als Verwaltung und Cafeteria.

### Achteckhaus

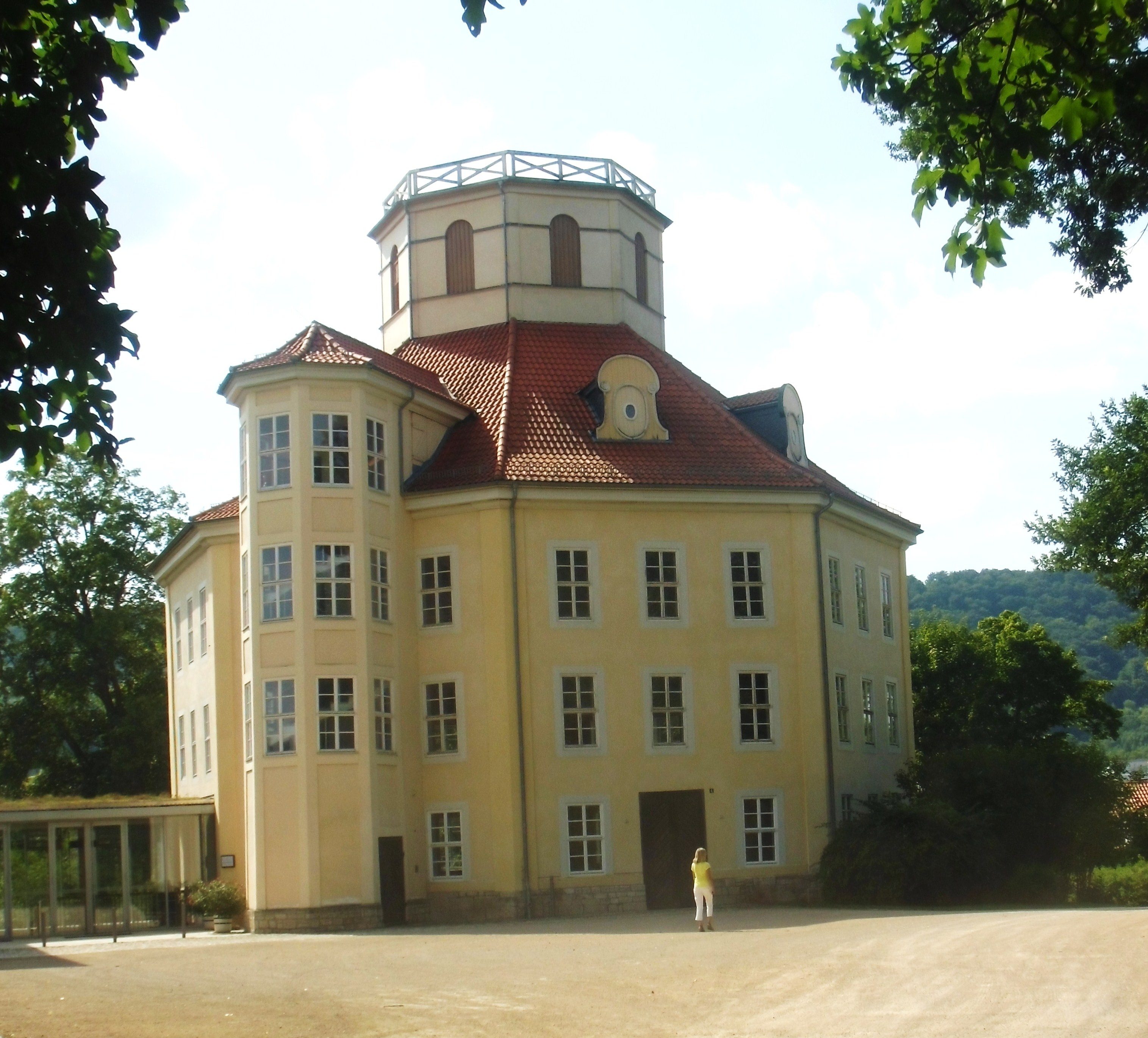
Das barocke Achteckhaus im Schlosspark, vormaliges „Karussell“

In den Jahren 1708 bis 1710 wurde unter dem Fürsten Christian Wilhelm von Schwarzburg-Sondershausen am Westende des Lustgartens ein Haus mit oktogonalem Grundriss zum Zwecke des Hofvergnügens gebaut. Es trug den Namen „Karussell“, weil sein Fußboden aus einer scheibenförmigen Holzfläche bestand, die mit einer zentralen, senkrechten Achse versehen war, welche im Keller von einem Pferdegöpel in Bewegung gesetzt werden konnte. Auf der Scheibe waren Holzpferde montiert.
Die Wände des Gebäudes stützen acht Säulen, zwischen denen zwei umlaufende Emporen angebracht sind. Auf diesen wurden während der Vergnügungen Speisen und Getränke gereicht. Die Decke zierte das Gemälde der Triumph der Venus von Lazaro Maria Sanguinetti, das während der letzten Restaurierung wiederhergestellt wurde.
Mit dem Verfall des Karussells verlor das Haus auch seinen Namen und wird bis heute als „Achteckhaus“ bezeichnet. Von 1850 bis 1950 diente es als Scheune des gegenüberliegenden Wirtschaftshofes. Ende der 1950er Jahre wurde das Achteckhaus für Veranstaltungen genutzt. Seit 1961 veranstaltet das Loh-Orchester dort seine Sommerkonzerte. Im Zuge der Vorbereitungen für die 2. Thüringer Landesausstellung „NEU ENTDECKT“, die 2004 in Sondershausen stattfand, wurde das Gebäude grundlegend restauriert. Aktuell dient es der Musikakademie und dem Loh-Orchester als Konzertsaal. Das Untergeschoss wurde zum Jazzkeller umgebaut, in dem regelmäßig der Jazz-Club Sondershausen e. V. Veranstaltungen organisiert.

### Theater in Sondershausen

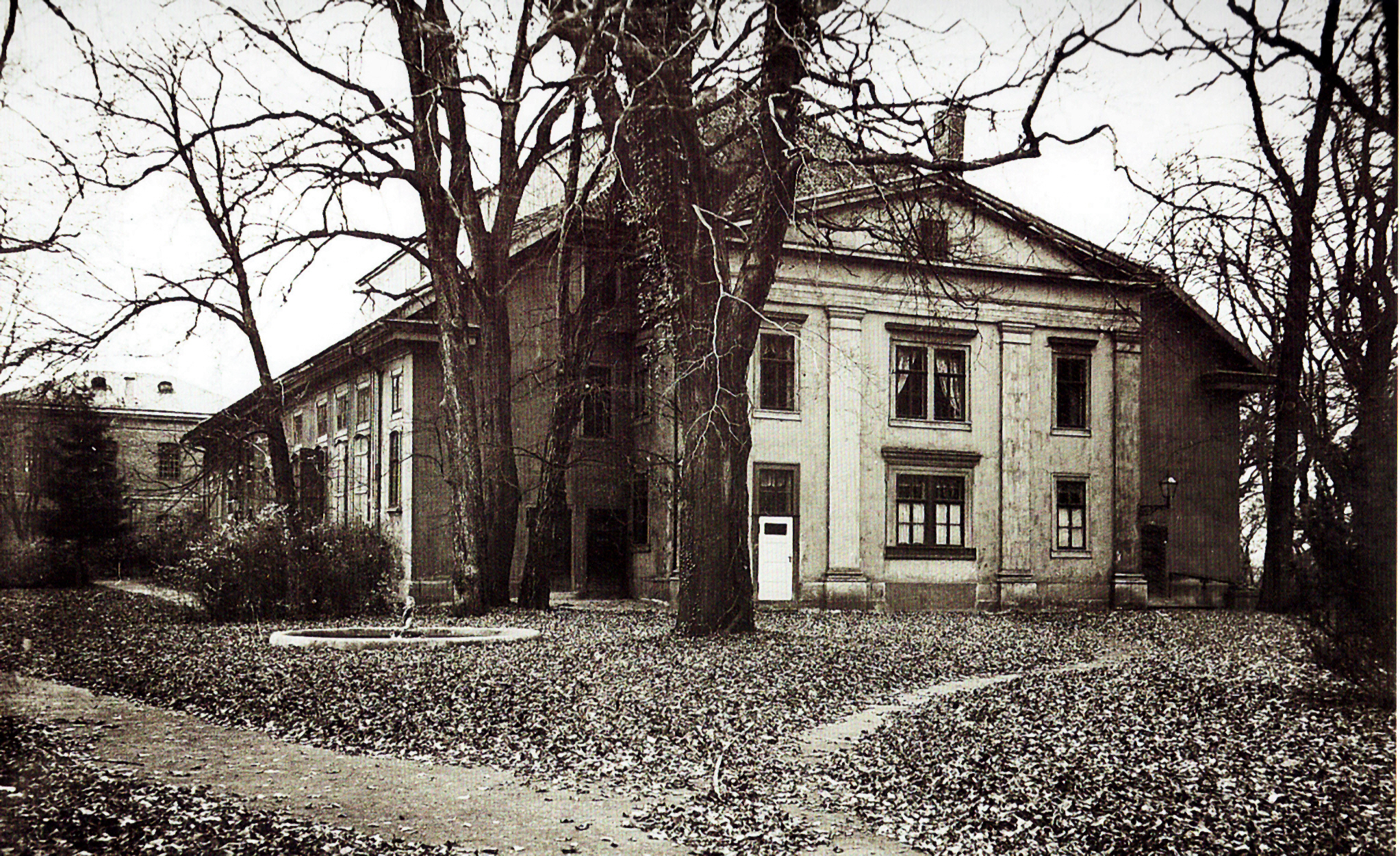
Das Hoftheater vor dem Brand 1946

Ein Eindruck von der späteren glanzvollen Sondershäuser Theaterzeit gab bereits 1702 eine Opernaufführung im Schloss. Mit dem Titel Zu Ehren des großen Pan wurde vom Hofkapellmeister Elias Christoph Stock eine kleine Oper mit 22 Szenen und großem Ballett komponiert. Das Libretto schrieb der am Hof angestellte schwedische Gelehrte Carl Gustav Heraeus. Anlass war der 55. Geburtstag des Fürsten Christian Wilhelm zu Schwarzburg-Sondershausen (1647–1721). Die Noten sind nicht mehr vorhanden.
Komödianten aus Hildburghausen und Kursachsen gaben 1731 und 1741 Gastspiele im Schloss. 1815 wurde in Sondershausen eine eigene Theatergruppe gegründet, die im Kursaal des Schwefelbades Stockhausen spielte. Der Saal wurde 1825 abgerissen und mit dem Abbruchmaterial im gleichen Jahr westlich des Schlosses als neues Gebäude ab 1825 das Fürstliche Hoftheater errichtet. Das prunkvolle neue Theater wurde mit Mozarts Don Juan eröffnet. Von 1825 bis 1830 wurden zum Beispiel 225 Opernaufführungen und Gastspiele in Nordhausen gegeben. Das Theater spielte bis zum Zweiten Weltkrieg.
Bei der Bombardierung Sondershausens am 8. April 1945 traten nur relativ geringe Schäden am Theatergebäude auf. Doch wurde es dann geplündert und diente als Obdach für Ausgebombte und Flüchtlinge. Nach den Reparaturen und der Neubestuhlung sollte das Theater am 1. Mai 1946 wieder eröffnet werden. Am jenem Tag brannte es ab. Ein unbeaufsichtigter Kanonenofen wird als Ursache für den um sechs Uhr morgens eingetretenen Brand angenommen. Für Brandstiftung gab es, außer Gerüchten, keine konkreten Anhaltspunkte. Die Rotunde und ihre sich anschließende Galerie markieren hier noch immer den Eingang zum Schloss. 1949 vernichtete ein erneutes Großfeuer die Theaterbaracke auf dem Schlossberg, mit dem Theaterfundus und den Proberäumen. Als Ersatzlösung für die verlorengegangenen Theatergebäude erfolgte 1950 der Umbau der Übungshalle im Loh zum Haus der Kunst.

## Thüringer Schlossfestspiele Sondershausen
Die Thüringer Schlossfestspiele sind ein Musiktheaterfestival, welches seit 2006 jährlich zwischen Juni und Juli für vier Wochen im Schlosshof von Schloss Sondershausen stattfindet. Veranstalter im Auftrag der Stadt ist hierbei die Theater Nordhausen/Loh-Orchester Sondershausen GmbH. Ab der Spielzeit 2018 fanden die Aufführungen im Lustgarten von Schloss Sondershausen statt. Seit 2021 ist die Spielstätte wieder der Schlosshof.